# Jean Bart (cuirassé, 1940)
Pour les autres navires du même nom, voir Jean Bart (navire).
Le Jean Bart était un cuirassé de la Marine nationale française, le second de la classe Richelieu. Il s'agissait du septième navire nommé Jean Bart par la Marine française, son prédécesseur étant un cuirassé dreadnought lancé en 1911,.
Conçu pour être identique au Richelieu, il était en construction à Saint-Nazaire en 1940, d'où il s'échappa au dernier moment face à l'avance allemande pour gagner Casablanca au Maroc, où l'armée française fit de son mieux pour tenter de le rendre opérationnel, malgré les moyens limités à sa disposition.
Endommagé au cours des combats de novembre 1942 auxquels il prit part contre les Américains, il resta inachevé durant toute la guerre. L'idée de le transformer en porte-avions ayant été abandonnée, il fallut attendre 1955 pour qu'il soit mis en service, dans une configuration assez proche de celle prévue à l'origine. Il fut le dernier cuirassé mis en service au monde. Après une brève participation aux opérations contre l'Égypte au cours de la crise du canal de Suez en 1956, il fut démoli en 1970.

## Arrière-plan
Les constructions navales des années 1920 furent marquées par le traité de Washington, qui limitait la construction de cuirassés à des navires de moins de 35 000 tonnes et équipés de canons d'un calibre de 406 mm au plus, pour l'ensemble de la période s'étendant de 1922 à 1936. Au tournant des années 1930, la France et l'Italie n'avaient toujours pas utilisé leur droit à remplacer deux de leurs plus anciennes unités, lorsque l'Allemagne entreprit la construction du « navire blindé » Deutschland, qualifié par la presse de « cuirassé de poche ». La réponse française prit alors la forme d'un cuirassé rapide, de 26 500 tonnes et armé de huit pièces de 330 mm en deux tourelles quadruples à l'avant, le Dunkerque. Ses caractéristiques se situaient bien au-delà des limites du traité de Washington, à une époque où il était fortement question de ramener celles-ci à 25 000 tonnes voire 22 000 tonnes pour le déplacement, et 305 mm voire 280 mm, pour le calibre de l'artillerie principale. La Kriegsmarine allemande riposta avec deux bâtiments, le Scharnhorst et le Gneisenau, autres exemples de cuirassés rapides, bien protégés mais ne portant que des canons de 280 mm.
En mai 1934, le Duce Benito Mussolini annonça la décision italienne de mettre en service la nouvelle classe Littorio, formée de cuirassés de 35 000 tonnes armés de canons de 381 mm (en). Dans l'urgence, l'Amirauté française dut se résoudre à mettre en construction une seconde unité de la classe Dunkerque, le Strasbourg, tout en lançant des études pour un cuirassé de 35 000 tonnes français : ce sera le Richelieu, mis sur cale en octobre 1935. Mais dans la foulée de la signature, le 18 juin 1935, de l'accord naval germano-britannique qui autorisait le Troisième Reich à se doter d'une marine égale à 35 % de la Royal Navy, fut annoncée la construction d'un cuirassé allemand affichant également un déplacement de 35 000 tonnes, et armé de huit canons de 380 mm.
La seconde conférence navale de Londres s'étant montrée peu décisive, devant le refus japonais et italien de poursuivre la politique de limitation des armements navals, la France décida le 27 mai 1936 la construction d'une seconde unité de la classe Richelieu, le Jean Bart.
Ce dernier devait être l'exacte réplique du Richelieu. Les dimensions de coque étaient identiques (longueur : 248 m, largeur maximale : 33 m, tirant d'eau : 9,6 m). La disposition de l'artillerie principale était la même : deux tourelles quadruples de 380 mm à l'avant. S'agissant de l'artillerie secondaire en tourelles triples de 152 mm, à la suite de la décision de retirer les deux tourelles latérales au milieu du navire sur le Richelieu, ces dernières ne furent initialement pas installées sur le Jean Bart. La protection était identique (ceinture blindée de 330 mm, pont blindé supérieur de 150 à 170 mm, pont blindé inférieur de 40 mm, face avant des tourelles d'artillerie principale blindée à 430 mm, blockhaus : 340 mm), de même que les machines, composées de six chaudières « suralimentées » construites sous licence par les Chantiers de Penhoët et les Ateliers et Chantiers de la Loire, et de quatre turbines Parsons, développant 155 000 ch, et permettant au navire d'atteindre une vitesse de 32 nœuds.

## Carrière

### L'«évasion» de Saint-Nazaire

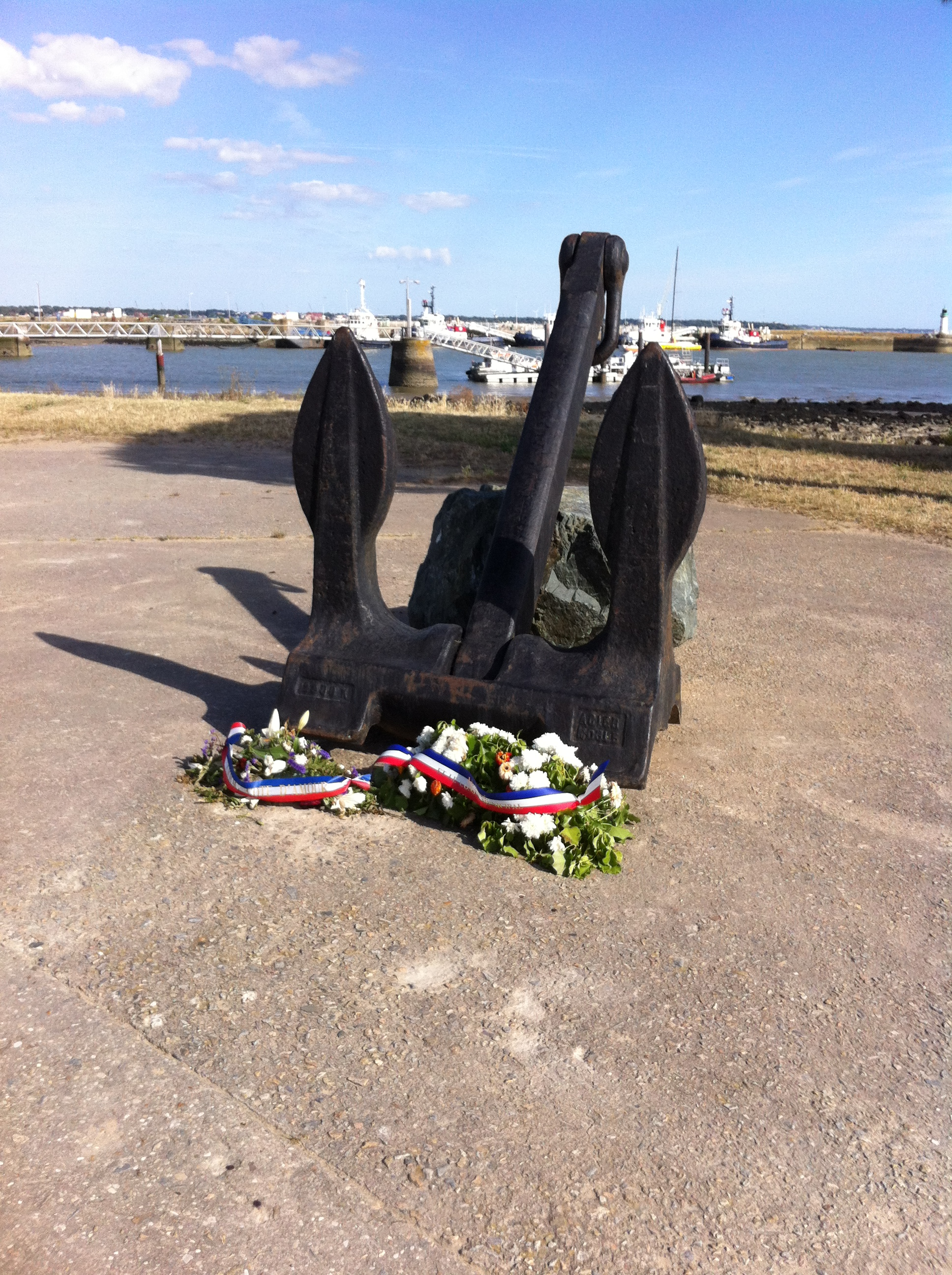
Ancre du Jean Bart, aujourd'hui à l'entrée du port de Saint-Nazaire.

La construction avait commencé en décembre 1936 aux Chantiers de Penhoët et aux Ateliers et Chantiers de la Loire à Penhoët. Lorsque la guerre éclata, le Jean Bart se trouvait encore sur cale, dans la forme « Caquot », du nom de son concepteur, qui recevra plus tard le nom de « forme Jean Bart ». Pour éviter les aléas d'un lancement et l'immobilisation prolongée d'une cale sèche, le cuirassé était assemblé sur un terre-plein, accolé à une forme de radoub, l'ensemble étant entouré d'une enceinte. Le 6 mars 1940 le terre-plein fut inondé et un déplacement latéral plaça le Jean Bart dans la forme de radoub. La sortie définitive était alors prévue pour le 1er octobre.
Dès le début de la bataille de France, l'Amirauté se préoccupa de mettre le navire hors de portée de la Luftwaffe. Le 18 mai, le capitaine de vaisseau Pierre-Jean Ronarc'h s'inquiéta sérieusement pour l'avenir de son bâtiment : « La nuit blanche que j'ai passée du 17 au 18 mai laisse dans ma mémoire une marque ineffaçable », déclarera-t-il. Devant l'avance allemande, la construction fut accélérée : du 22 mai au 19 juin, ce fut un total de 3 500 ouvriers de l'arsenal qui travailla au montage des chaudières, de l'appareil moteur et des transmissions. En l'espace d'un mois les chaudières, l'appareil moteur, deux groupes de turbodynamos, les transmissions intérieures indispensables, deux pompes pour étaler d'éventuelles voies d'eau, et une partie de l'armement furent montés. Deux hélices furent mises en place le 6 et le 7 juin. Le 11, trois chaudières étaient montées et allumées trois jours plus tard. La fermeture des doubles fonds a eu lieu le 17 et l'installation des pompes le 18. Le manque de temps empêcha de faire de véritables essais.
La tranchée qui devait faire franchir au Jean Bart le plateau qui s'étendait au sud de la forme de radoub fut terminée à la hâte. La profondeur de dragage devait atteindre 9 mètres, sur 70 mètres de large ; cela le forçait à attendre la grande marée du 18 au 22 juin pour sortir le bâtiment, ou à reporter l'opération au 3 juillet.
L'armement principal installé était limité à la tourelle avant ; on renonça au montage de la carapace de la tourelle 2, dont deux canons seulement étaient alors arrivés à Saint-Nazaire. On ne réussit qu'à en embarquer un, sur un cargo (il s'agirait selon Jordan et Dumas du Mécanicien Principal Lestin . En réalité, ce dernier fut détruit vers 1935, il est donc plus probable que le navire en question soit le Mécanicien Principal Carvin, comme mentionné par Ronarc'h lui-même) qui, lors de son trajet pour Casablanca, sera coulé par les Allemands, dans le golfe de Gascogne, le 21 juin 1940 vers Les Mathes (45.678063° -1.2782834°). Les pièces secondaires se limitaient à quatre affûts doubles de 13,2 mm, complétés par deux affûts doubles de 90 mm, livrés le 15 et installés le 18, et par deux affûts doubles de 37 mm et deux affûts quadruples de 13,2 mm montés de justesse quelques heures avant l'appareillage.
Le creusement du canal de sortie ayant été ralenti en raison de la présence d'un plateau rocheux, il fallut se contenter d'une bande de 50 mètres et d'une profondeur de 8,50 mètres, alors même que le tirant d'eau du Jean Bart était de 8,10 mètres.
Le 18 juin au matin, avec l'arrivée des Allemands à Rennes, le commandant reçut l'ordre de rallier Casablanca, et non plus la Clyde, comme prévu initialement, ou de saborder le bâtiment : le départ fut fixé pour la nuit suivante. Cinq remorqueurs avaient été prévus pour participer à l'opération. Dans la journée, une colonne motorisée, présumée allemande, fut signalée sur la route de Nantes. Quatre blockhaus défendaient l'accès des chantiers. Le Jean-Bart disposait lui-même de moyens d'auto-défense, mais des équipes de sabotage, armées de masses et de chalumeaux prirent place aux points névralgiques du navire. À 13 heures, l'équipage avait été mis à ses postes de combat, et, à 15 heures, l'équipe de veille de la tour avait observé la marche de la colonne, longue de 600 mètres. À 17 heures, les véhicules furent enfin identifiés comme britanniques.
Une fois la nuit tombée, les manœuvres d'appareillage purent commencer. Un incident avait éteint les chaudières et les turbodynamos s'étaient arrêtées, privant le Jean Bart d'énergie et de lumière. À 3 h 30, malgré tout, les remorqueurs commencèrent leur travail et firent tourner le bâtiment de 20 degrés sur la droite pour le mettre dans l'axe de la forme de radoub avant de l'engager dans le chenal. Dans la tranchée, les petites bouées étaient à peine visibles et le Jean Bart s'échoua par l'avant sur la gauche, tandis que l'arrière reposait sur la berge ouest. Après trois quarts d'heure d'efforts, les remorqueurs finirent par réussir à dégager le navire, qui atteignit le chenal de la Loire aux premières heures de l'aube.
À 4 h 40, trois bombardiers allemands se présentèrent à tribord, à 1 000 mètres d'altitude. Une bombe de 100 kg larguée par l'un d'entre eux explosa entre les deux tourelles de 380 mm, sans causer de dégâts significatifs — un trou de 20 centimètres et quelques cloisons soufflées. Des chasseurs français intervinrent alors, initialement pris pour des appareils allemands et accueillis par des tirs de DCA. À 6 h 30, le Jean Bart avait été rejoint par deux torpilleurs d'escorte, Hardi et Mameluck, et à 11 heures, il put s'accoster au pétrolier Tarn pour ravitailler en eau et en mazout. À 11 heure, après avoir décliné la proposition de bâtiments britanniques de l'escorter en Angleterre, le cuirassé pris la route de Casablanca. Après de nouveaux incidents et prouesses techniques, comme le montage, en route à la mer, d'un compas gyroscopique, le Jean-Bart réussit à filer 24 nœuds et arriva dans le grand port marocain le 22 à 17 heures.
Au Maroc, les moyens faisaient cruellement défaut pour poursuivre l'achèvement du cuirassé. Son artillerie antiaérienne fut débarquée dans un premier temps, afin d'en récupérer les affûts de 90 mm et de 37 mm pour renforcer les capacités de défense antiaérienne du port. Cependant, son unique tourelle de 380 mm montée fut mise en état de tirer, avec une direction de tir « géodésique », en se coordonnant avec les stations côtières de Sidi Abderhamane et de Dar-bou-Azza, auxquelles le cuirassé était relié par radio et par téléphone. Les six coups d'« épreuve » réglementaires furent tirés en mai 1942. Le cuirassé mit en service, en octobre, son dispositif de détection électro-magnétique, ancêtre français du radar. Il fut ensuite rééquipé en artillerie antiaérienne : en novembre, sa Défense Contre Avions est constituée de cinq affûts doubles de 90 mm, deux affûts doubles de 37 mm Modèle 1933, un affût simple de 37 mm Modèle 1925, quatre affûts quadruples Hotchkiss de 13,2 mm, quatorze mitrailleuses Browning de 13,2 mm et une mitrailleuse Hotchkiss de 8 mm.

### À Casablanca, 8-11 novembre 1942
Le 8 novembre 1942, lors du débarquement allié en Afrique du Nord, le Jean Bart ouvrit le feu sur les forces navales américaines qui en assuraient la couverture, devant Casablanca. Il fut alors bombardé par avion et reçut deux bombes - il fut également touché à plusieurs reprises par des tirs du cuirassé USS Massachusetts, dont un obus parvint à bloquer la tourelle d'artillerie principale. Il aura reçu au total sept coups de 406 mm dont un seul obus explosa dans le magasin d'une tourelle de 152 mm, ce qui aurait eu des conséquences dramatiques si le magasin n'avait pas été vide, la tourelle n'étant alors pas encore installée. Cette faiblesse de la protection de la classe Richelieu était connue, il avait d'ailleurs été décidé d'y porter remède sur la quatrième unité construite, le Gascogne.
Deux jours plus tard, une fois le bâtiment sommairement réparé, le capitaine de vaisseau Émile Barthes ordonna que le navire reprenne ses tirs avec la tourelle de 380 mm et encadre le croiseur lourd USS Augusta, navire amiral de la Task Force 34. Il subit alors une attaque aérienne, menée par huit bombardiers en piqué Douglas SBD Dauntless lancés depuis le porte-avions USS Ranger, et reçut deux bombes de 500 kg qui l'endommagèrent gravement : il se posa sur le fond, échoué par l'arrière.
Son commandant en second, cinq officiers-mariniers, seize quartiers-maîtres et matelots furent tués durant les combats, et vingt-deux autres membres d'équipage, blessés.

### Achèvement
Le Jean Bart contribua d'abord, en février-mars 1943, à la refonte du Richelieu, qui avait quitté Dakar pour rejoindre l'arsenal de Brooklyn : les quatre canons de 380 mm de son artillerie principale, installés en 1940, seront démontés pour remplacer les pièces endommagées du Richelieu, que l'industrie de guerre américaine, qui doit en assurer la réparation, ne peut produire, tous les cuirassés modernes américains ayant une artillerie principale de 406 mm (en). On entreprit en même temps de le mettre en état de reprendre la mer, avec l'espoir de le conduire aux États-Unis, pour qu'il y soit achevé. Le contact fut établi dès le mois d'avril entre l'amiral Fenard, chef de la mission navale auprès de la représentation de la France combattante aux États-Unis, et l'amiral Horne, directeur des constructions navales. Mais celui-ci, dès le mois de mai, se montra très réticent à l'idée de prendre en charge son achèvement, compte tenu des techniques de standardisation mises en œuvre dans la construction navale, rendant difficiles leur application à un navire complètement différent des séries construites aux États-Unis.
Au mois d'août, alors que le cuirassé était prêt à effectuer des essais de machines en mer, le refus américain fut confirmé. À l'instigation du capitaine de vaisseau Barjot, alors chef du Troisième Bureau de l'État-major de la Marine à Alger, il fut proposé d'achever le Jean Bart en bâtiment hybride, « cuirassé-porte-avions ». Il aurait été armé de quatre canons de 340 mm, prélevés sur le vieux cuirassé Lorraine, qui venait de passer trois ans à Alexandrie, et de quinze tourelles doubles de 127 mm, équipement-type de l'artillerie secondaire des cuirassés et croiseurs américains, sans compter nombre de Bofors 40 mm Mk 1/2 et de 20 mm Oerlikon Mk 4 et il aurait été doté d'installations d'aviation embarquée, sur la plage arrière, permettant de mettre en œuvre six avions Grumman Avenger ou Fairey Barracuda pour le bombardement, Seafire ou Hellcat pour la chasse : nouveau refus américain. Sensiblement à la même époque, la Marine impériale japonaise avait également transformé les deux cuirassés Ise et Hyūga en « semi-porte-avions », prévus pour embarquer 22 avions.
En décembre, nouvelle proposition, moins onéreuse et plus simple à mettre en œuvre, de faire du Jean Bart un « cuirassé antiaérien », avec la même artillerie de 340 mm, sans installations d'aviation, mais 17 tourelles doubles de 127 mm. Cet armement secondaire aurait alors été largement supérieur à celui des cuirassés standards américains de l'époque, de la classe North Carolina à la classe Iowa, généralement dotés de dix tourelles doubles de 127 mm. Portée jusqu'au niveau de l'amiral King, chef d'État-major de l’U.S Navy, cette proposition se heurta elle aussi à une fin de non-recevoir, confirmée, en mars 1944, par le comité des chefs d'État-major.
Le Jean Bart, dès lors, resta à Casablanca, et ne rejoignit la métropole que le 25 août 1945, pour entrer en carénage à Cherbourg (Cherbourg-en-Cotentin depuis 2016), seul bassin de radoub en état, en attendant de rejoindre Brest, dont l'arsenal est en ruines.
La question de l'achèvement du Jean Bart fut reprise au niveau français et sera débattue au cours de l'année 1945 par le Conseil supérieur de la Marine (CSM). Si un accord existait quant au principe de l'achèvement, les modalités en demeuraient débattues. « Comme le Richelieu » ? Ou en porte-avions ? Lors d'une réunion du CSM au mois de février, il fut décidé de revenir à l'idée originelle de compléter le navire sur le modèle du Richelieu. En juillet, l'amiral Barjot, devenu entre-temps chef d'État-major adjoint de la Marine, avait chaudement plaidé pour la transformation en porte-avions, sans toutefois emporter l'adhésion du Conseil supérieur. L'amiral Fenard qui avait porté, deux ans plus tôt, les projets d'achèvement avec l'aide de l’U.S. Navy, était revenu à la charge, et le ministre, Louis Jacquinot avait demandé au Conseil supérieur de trancher définitivement. Au cours de la séance du 21 septembre, l'ingénieur général Kahn, Directeur des Constructions navales, qui avait conçu avant-guerre les plans du porte-avions Joffre, vint présenter les différentes options, et notamment un projet de transformation en porte-avions, embarquant une cinquantaine d'avions, pour un coût de cinq milliards de Francs, sous un délai de cinq ans. Ce projet fut sévèrement critiqué par ceux qui prônaient la transformation en porte-avions, en raison de la faible quantité d'avions embarqués, des délais de réalisation excessifs, d'un coût annoncé surévalué, et décrit par eux comme une « caricature » ; mais aussi par les partisans du cuirassé « intégral », pour qui il s'agissait d'un gaspillage financier eu égard aux dépenses déjà effectuées, ceux-ci considérant qu'il serait moins coûteux de construire un porte-avions ex nihilo. En définitive, le Conseil supérieur opta pour l'achèvement du Jean Bart en cuirassé, la Marine souhaitant la mise en service d'un second Richelieu, dont la DCA serait beaucoup plus puissante. Le contre-amiral Barjot, fervent défenseur de la transformation en porte-avions, conclut : « Il fut assez surprenant de voir en 1945 l'État-Major de la Marine soutenir, par doctrine, la solution du cuirassé intégral. Ce fait, qui a dominé la discussion du 21 septembre 1945, montre à quel point, en dépit des enseignements de la guerre, le mythe suranné du gros canon continue de dominer notre doctrine navale. »
Les travaux d'achèvement commencèrent à Brest, en mars 1946. Ils avançaient lentement, en raison des contingences financières de l'époque, mais aussi parce que l'arsenal lui-même était en reconstruction en parallèle. Le Jean Bart émergea finalement avec une silhouette différente, plus ramassée, la tour avant ne portant plus qu'un seul télé-pointeur. Un bulbe avait été ajouté à la coque, ce qui porte la largeur maximale de 33 à 35,5 m. Il s'agissait à la fois d'améliorer la protection anti-sous-marine, mais également de limiter l'accroissement du tirant d'eau prévu par l'augmentation du déplacement (il atteignait désormais un déplacement moyen de 46 500 tonnes), lié à l'installation prévue de 12 tourelles doubles de 100 mm antiaériennes, et de 14 pseudo-tourelles doubles de 57 mm antiaériennes, sous licence Bofors. Début 1949, il effectua les tirs d'épreuve de son artillerie de 380 mm, et de 152 mm, dans les parages de l'île de Groix, et ses essais de vitesse sur la base des Glénan, atteignant 32 nœuds, en développant 175 000 ch à feux poussés. L'armement définitif fut prononcé le 1er août 1949, et, en 1950, le Jean Bart, qui avait quitté Brest pour Toulon, manœuvre avec l'escadre en Méditerranée. L'amiral, commandant l'escadre y transféra alors temporairement sa marque. Mais le cuirassé n'était pas achevé : son artillerie antiaérienne demeurait composée de Bofors 40 mm et d'Oerlikon 20 mm et son équipement radar, de fabrication française, est de première génération. Mais dès 1951, une partie de l'artillerie principale est placée en « autoconservation ». Les tourelles antiaériennes de 100 mm Modèle 1945 ne furent mises en place qu'en 1952, et les groupements de conduite de tir des 100 mm et les 14 tourelles doubles AA de 57 mm Modèle 1948 sous licence Bofors en 1953,.

### Service après-guerre (1955-1970)
L'admission en service actif fut prononcée le 1er mai 1955. En mai 1955, il emmena le président de la République en visite officielle au Danemark, avant de continuer jusqu'à Oslo. En juillet, il représenta la France à la commémoration du 175e anniversaire du débarquement à Newport des troupes françaises commandées par le comte de Rochambeau, au cours de la guerre d'indépendance des États-Unis. En octobre, il quitta Brest pour Toulon, pour intégrer le Groupe école sud (GES), et y remplacer le Richelieu. L'amiral commandant le GES y transféra sa marque. Le 30 janvier 1956, il fit route quelques heures, pour la seule fois de sa carrière, avec le Richelieu avant que celui ne rejoigne définitivement Brest. Au printemps, il navigua avec l'escadre, aux ordres du vice-amiral Barjot, et il participa, en juin, à l'accueil du roi des Hellènes, Paul Ier, en visite officielle en France.
En juillet 1956, lorsque la tension montait après la nationalisation du canal de Suez, le Jean Bart fut rattaché à la Force Navale d'Intervention constituée en vue d'opérations au large des côtes égyptiennes. Son effectif est porté de 750 à 1 280 hommes, mais ne purent être armées qu'une seule tourelle de 380 mm, la tourelle axiale de 152 mm, et environ la moitié de l'artillerie de 100 mm et de 57 mm. Fin octobre-début novembre, il transporta d'Alger à Chypre le 1er régiment étranger de parachutistes. Il soutint le débarquement de Port-Saïd, où il tira quatre coups de 380 mm. Mais aussi bien pour la protection contre-avions que pour l'appui contre la terre, le rôle principal échut à l'aéronavale, et aux avions des porte-avions Arromanches et La Fayette.
En juillet 1957, après que ses canons eurent tiré les derniers obus de 380 mm de la Marine française, il fut placé en réserve et ne sera plus utilisé que comme bâtiment-base pour les écoles de la Marine. Pendant toutes ces années, il restera amarré dans la rade de Toulon. Sa silhouette, imposante et majestueuse, sera emblématique du port de Toulon.
Des projets de modernisation de son artillerie de 100 mm et de 57 mm, ou de transformation en cuirassé lance-missiles, avec le missile américain Terrier, car il n'existe pas à l'époque de matériel français opérationnel, ne connurent pas de suite. De même quand, en 1964, on rechercha un bâtiment de commandement pour le Centre d'études nucléaires du Pacifique, on lui préféra le croiseur De Grasse moins coûteux à transformer. Condamné en 1970, il fut démoli au port de Bregaillon, laissant au Yavuz turc, l'ancien croiseur de bataille allemand SMS Goeben, le privilège d'être, six ans durant, le dernier survivant à flot de l'ère des cuirassés, dans les eaux européennes.
Le dernier navire de ligne construit aura été le HMS Vanguard de la Royal Navy mis en service en 1946, mais équipé de canons de 15 pouces (381 mm) installés pendant le premier conflit mondial sur les croiseurs de bataille HMS Courageous et HMS Glorious et restés disponibles lorsque ces navires ont été transformés en porte-avions. Le Jean Bart aura été le dernier cuirassé à entrer en service. Il n'aura jamais totalement été opérationnel et n'aura connu que 4 ans de service actif, servant de banc d'essais pour les nouveaux matériels français, radars et artillerie antiaérienne, à une époque où la force de frappe des marines modernes, tant à la mer qu'en action contre la terre, reposait sur les porte-avions qui étaient devenus les capital ships : trois sont opérationnels, de construction britannique ou américaine, dans la Marine Nationale, en attendant la construction du premier porte-avions moderne de construction française, auquel on aura donné le nom du cuirassé, inachevé, qui aurait dû être la troisième unité de la classe Richelieu, le Clemenceau.
Un huitième Jean Bart est une frégate antiaérienne, du type F70 AA, en service dans la Marine nationale depuis 1991 et désarmée en 2021.

## Galerie

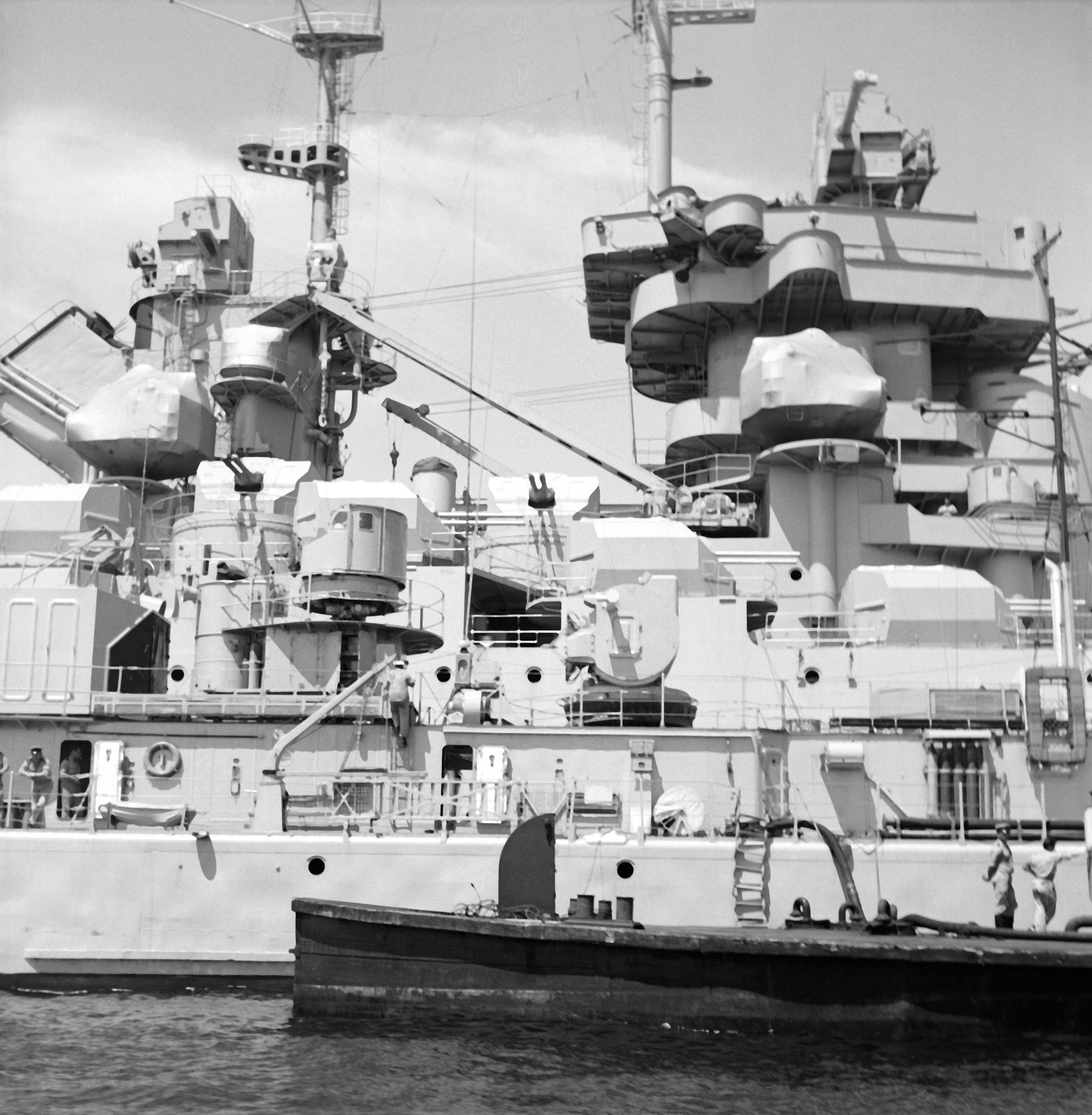
En 1963 dans le port de Toulon.
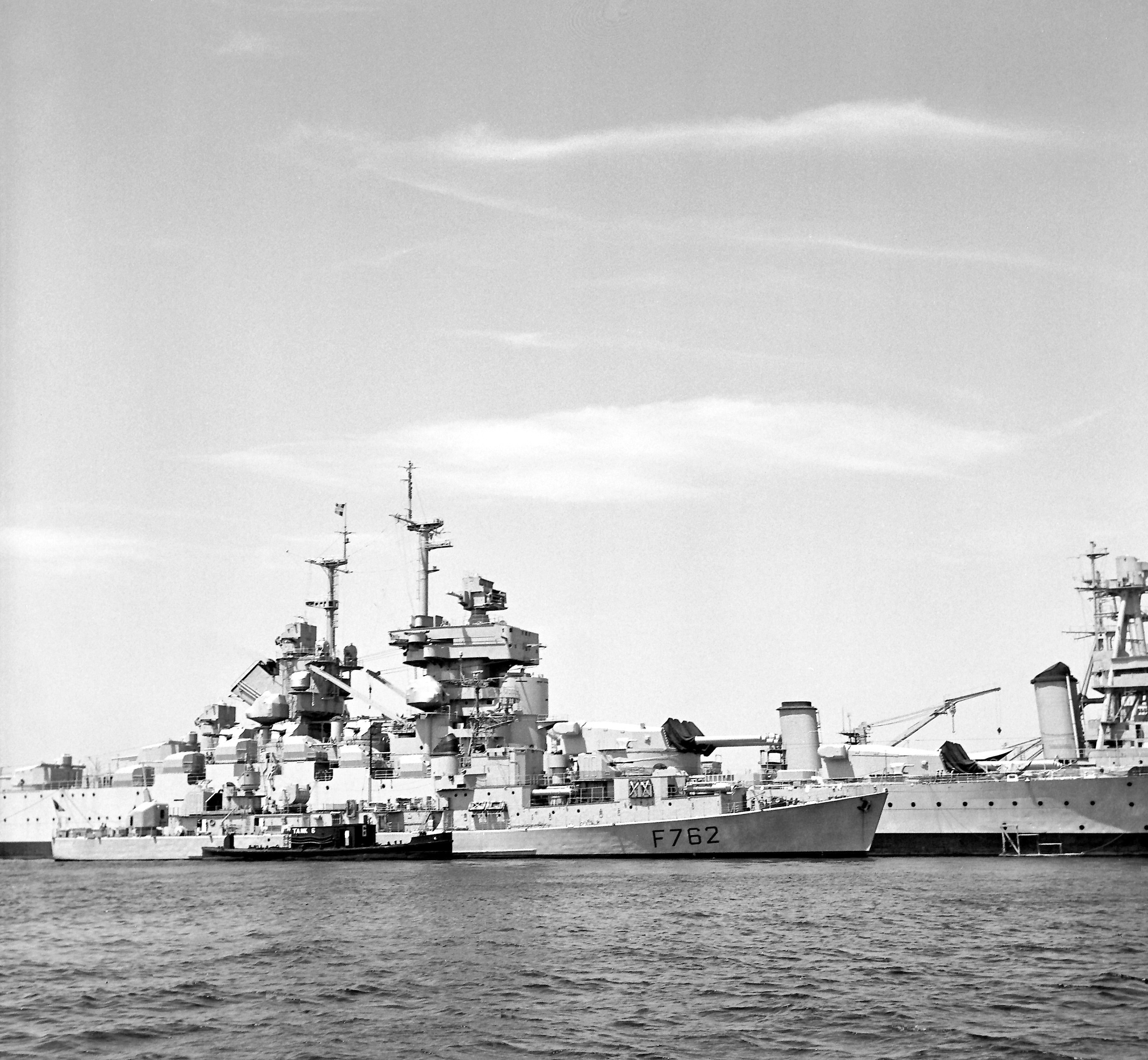
En 1963 dans le port de Toulon.
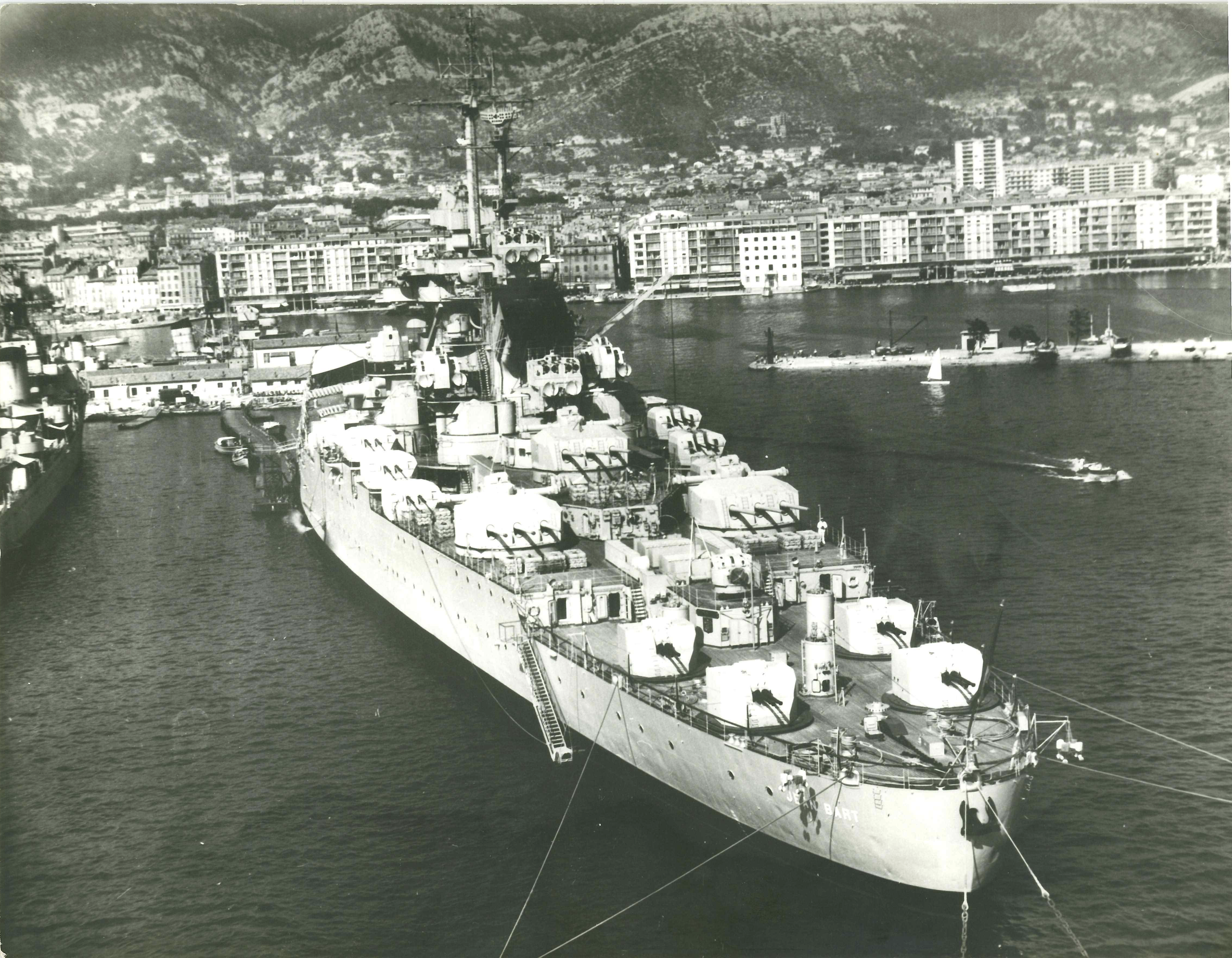
Vue arrière, à quai à Toulon.
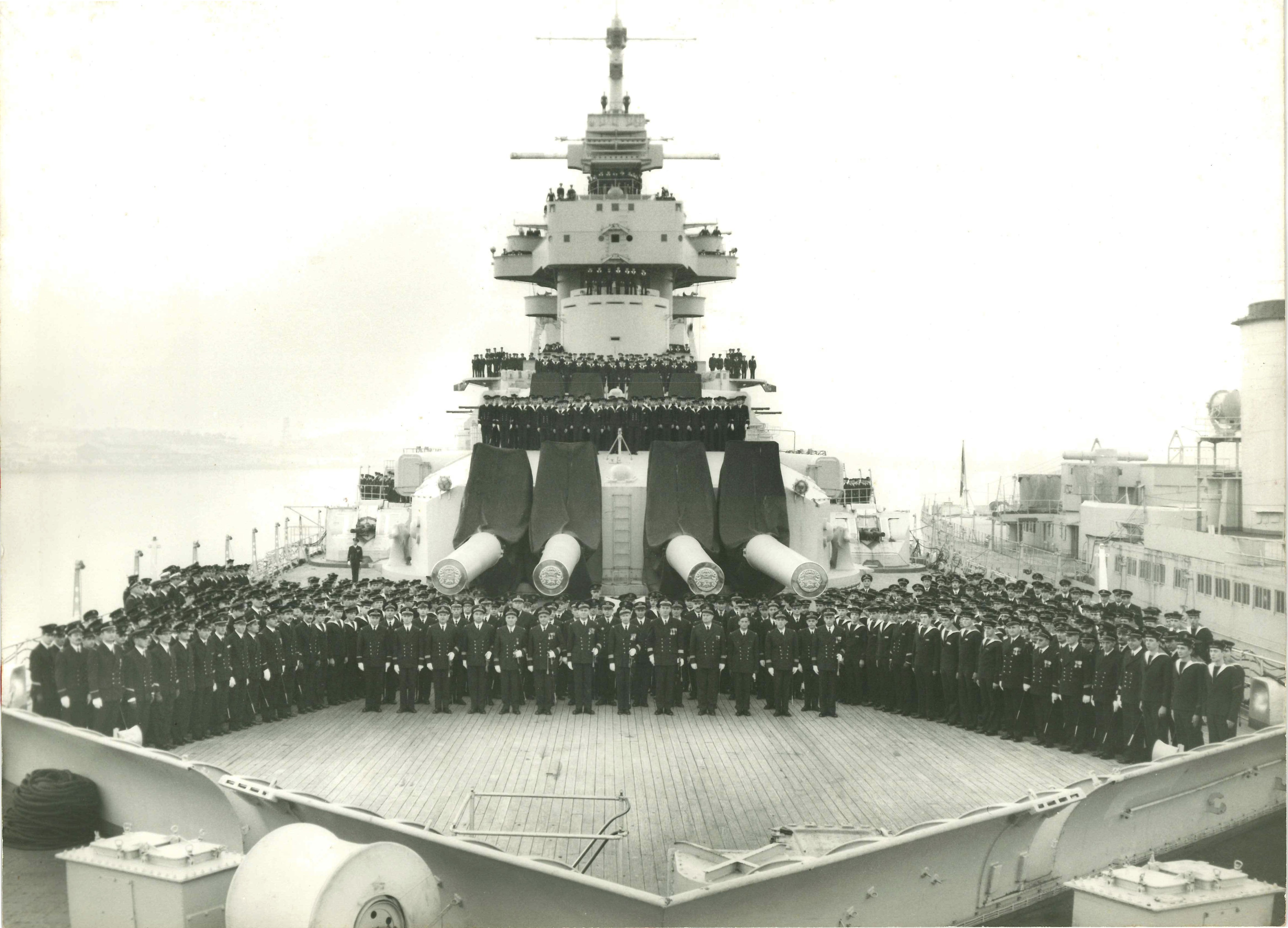
Équipage, pendant les dernières années, à Toulon.